# José Fernando Gomes Mendes
José Fernando Gomes Mendes (28 de janeiro de 1962) é um deputado e político português. Ele é deputado à Assembleia da República na XIV legislatura pelo Partido Socialista. Tem um doutoramento em Planeamento Territorial, uma licenciatura em Engenharia Civil, entre outras qualificações.
Foi membro do XXI Governo, primeiro como Secretário de Estado Adjunto e do Ambiente e depois como Secretário de Estado Adjunto e da Mobilidade e também do XXII Governo como Secretário de Estado do Planeamento.